# ACE Ltd.
ACE Limited — холдинговая компания страховой группы ACE Group of Companies со штаб-квартирой в Цюрихе, Швейцария. В 2016 году объединилась с американской Chubb Corporation, образовав Chubb Ltd.
АСЕ предоставляла широкий спектр страховых и перестраховочных услуг. Вела операции в 53 странах мира.
Дочерняя страховая компания в России — ЗАО «Страховая компания Эйс». Основана в 2008 году, регистрационный номер в реестре страховщиков — 3969, уставный капитал — 480 млн руб, лицензии на страхование и перестрахование С 3969 77 и П 3969 77 (от 17 марта 2010 года).